# The Last Battle
The Last Battle — стратегическая компьютерная игра, выпущенная для платформы ZX Spectrum творческой группой Hackers' Squad в декабре 1995 года.
Представляет собой стратегическую пошаговую игру, действие которой происходит на чужой планете. Игрок может строить на своих базах боевых и транспортных роботов, и далее ему с помощью создаваемой армии необходимо захватывать базы инопланетян и сражаться с оппонентом, который выполняет аналогичные игроку действия. Целью игры является захват всех вражеских баз и уничтожение всех роботов противника. К особенностям игрового процесса The Last Battle относится применение процедурной генерации и наличие серого тумана войны.
Игра работает на компьютерах ZX Spectrum модификаций 48 и 128 Кбайт, но требует наличия дисковода. The Last Battle была выпущена и распространялась по условно-бесплатной модели. Впоследствии сторонними разработчиками был создан редактор отгрузок и добавлена поддержка игры по сети с помощью модема.
Игровое сообщество встретило The Last Battle положительно, и со временем игра приобрела популярность. Критики отмечали инструменты микроконтроля, наличие тумана войны и уникальность стратегических решений. В то же время, о графике были получены посредственные отзывы. Журналисты назвали The Last Battle одной из лучших стратегических компьютерных игр.

## Игровой мир и сюжет
События The Last Battle происходят на неисследованной планете, которая в далёком прошлом была одной из баз могущественной цивилизации, оставившей после себя сеть самообеспечивающихся баз. После высадки на планете игрок обнаруживает, что на планету уже проникли представители враждебной человечеству рептилоидной расы Сириуса. С этой расой люди вели длительную войну, в которой победили, но отступившие сирианцы после этого стали планировать реванш и долгое время готовились к этому. Если сирианцы захватят все базы на планете, то получат полный контроль над ней, а это даст им возможность уничтожить землян. Перед игроком ставится задача предотвратить их замыслы, для этого людям нужно захватить базы раньше, чем это сделают сирианцы. В начале игры подконтрольные игроку силы и сирианцы контролируют по одной базе и имеют в распоряжении по паре простых роботов.
The Last Battle предлагает 6 различных планет для игры, также имеется возможность самостоятельного построения карты мира с помощью редактора. Общий размер карты составляет прямоугольную сетку 60×100 элементов. Карта фиксированная, но расположение баз в начале игре генерируется случайным образом. В игру встроен серый туман войны — например, робот сканирует только близлежащие клетки, и если он заметит на них вражеского робота и отъедет, то будет отображаться последнее местонахождение врага, но покинул клетку юнит противника или нет, игрок не узнает до тех пор, пока не просканирует клетку ещё раз.

## Игровой процесс

Игровой процесс The Last Battle: у игрока на побережье имеется два города, известно расположение двух баз инопланетян, жёлтый робот ведёт разведку.

The Last Battle является пошаговой стратегией — игровой процесс начинается с хода игрока, во время которого роботы подзаряжаются энергией, базы строят новые подразделения, а игрок тратит очки действия юнитов на перемещения и проводятся сражения по инициативе подконтрольных юнитов. Далее ход передаётся сирианцам (управляемым другим игроком или компьютером), когда выполняются те же действия, и далее цикл замыкается. Задачей является уничтожение всех вражеских роботов и захват всех вражеских баз. При этом это нужно успеть выполнить эту задачу за 200 игровых лет, так как, согласно сюжету, время жизни игрока ограничено, а у сирианцев этот предел вдвое больше.
По всей планете расположено множество баз, каждая из которых может производить несколько типов роботов. Понятие ресурсов в игре отсутствует, тратится только время на производство роботов, общее количество которых (у одного игрока) ограничено 200 шт. Возможно строительство флота и водного транспорта, который перевозит сухопутных роботов с одного материка на другой. Имеется реверс-инжиниринг роботов на базах с целью возможности строительства данного типа роботов на данной базе.
Игра предлагает 6 уровней сложности. Самый простой предназначен для получения базовых навыков в игре, а на самом сложном, по признанию разработчиков, они сами не смогли обыграть компьютер.

### Боевая система

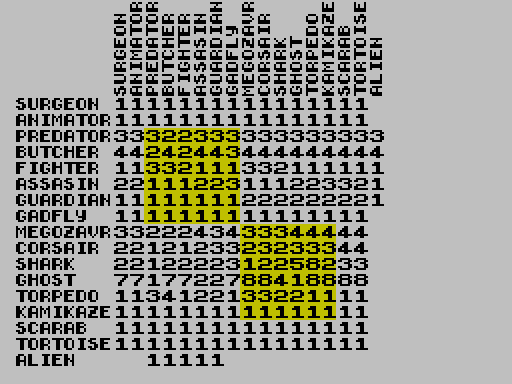
Таблица силы ударов

Бои в игре происходят между двумя роботами-юнитами в автоматическом режиме. Когда два робота дерутся, они по очереди наносят друг другу удары до тех пор, пока один из них не будет уничтожен. Сила каждого удара — случайное число от нуля до числа из таблицы (на илл.). Таким образом, естественным образом формализованы понятия, известные из текстовых описаний: deep-water bombing system y shark inhuman, photon torpedo y ghost mortal, laying system y fighter burglar и т. п.
Сухопутные роботы могут быть боевыми и мастерскими. Первые выполняют боевые задачи (уничтожение врагов и захват баз), а вторые могут восстанавливать повреждённых юнитов. Управление роботами включает в себя отдачу приказов, которые далее выполняются автоматически до последующего вмешательства игрока. Имеются и другие подсистемы управления — например, игрок может задавать порядок защиты базы находящимися на ней роботами.

## Разработка и выпуск
Игра была разработана тремя студентами из Калининграда, которые совместно начали изучать ZX Spectrum в 1992 году — Дмитрием Роскошным, Юрием Заичкиным и Алексеем Зайцевым. Название Hackers' Squad для своей группы они выбрали потому, что им нравилась игра Laser Squad. По их словам, на The Last Battle оказали влияние такие игры, как «Тетрис», Mortal Combat, Boulder Dash, R-Type, Digger, Chessmaster 2000, Doom, Wolfenstein 3D и Elite. Впоследствии к проекту присоединился Виктор Лопатин, который занимался проектированием уровней. Выбор английского языка как языка интерфейса разработчики объяснили тем, что он по сравнению с русским более лаконичен (однако инструкции в игре и описание представлены на русском). По времени разработка игры заняла около года. Интерфейс пользователя был проработан Дмитрием Роскошным, основным программистом и разработчиком стратегической части игры выступил Юрий Заичкин, контролем качества занимался Алексей Зайцев.
Сообщения о выходе The Last Battle появились в феврале 1996 года, но сама игра была выпущена к новому 1995/1996 году. The Last Battle работает на ZX Spectrum, как на модификациях 48, так и на 128 Кбайт, но для первой необходимо наличие дисковода, так как в этом случае данные подгружаются с дискеты. Впоследствии в комплекте с игрой поставлялся редактор уровней. Загрузочная картинка была взята из игры Buggy Ranger, на ней авторы изменили только название и логотипы компаний. Разработчики собирались выпустить версию для компьютеров ZX Spectrum с загрузкой с компакт-кассеты, но данная реализация столкнулась с трудностями.
The Last Battle распространялась по условно-бесплатной модели, согласно которой получившие программу пользователи могли запускать её не более 10 раз, после чего они должны были отправить сумму в 3 доллара на адрес компании в Калининграде.
Объём игровой программы составил 1200 секторов диска ZX Spectrum, что составляло приблизительно 50 % всего объёма дискеты. После приобретения популярности The Last Battle стала одним из примеров качественной игры со сдержанным объёмом по памяти на дискете, так как дистрибьюторы в то время для повышения продаж использовали маркировку «[игра] на весь диск».
18 февраля 1996 года в журнале On-Line появилось сообщение о том, что в программе The Last Battle обнаружен вирус, что являлось редким явлением на платформе. По сообщению редакторов, авторы The Last Battle встроили в игру процедуры, во время выполнения которых запущенная программа «копается» на дискете и встраивает различные сообщения в найденные программы, написанные на Бейсике. В то же время журналист сообщил, что это проявляется не на всех версиях игры.
Со временем появилась версия с поддержкой модема. Минчанин Сергей Баган создал для игры редактор отгрузок, и он был опубликован в приложении второго выпуска журнала ZX-Element. 
В 1997 году появился редактор параметров юнитов Last Battle Patch, созданный творческой группой Triumph.
В июле 2004 года было сообщено, что автор работает над портированием игры для PC с планами выпуска на конец 2004 года.

## Отзывы и критика
| Русскоязычные издания | Русскоязычные издания |
| Издание               | Оценка                |
| --------------------- | --------------------- |
| Lime Tree             | 10/10                 |

В обзоре журнала On-Line, вышедшем 26 января 1997 года, The Last Battle была названа лучшим представителем жанра, и редакция журнала поставила её в своём рейтинге игр для ZX Spectrum на первое место. В журнале Adventurer The Last Battle была названа лучшей в жанре глобальная стратегия.
В обзоре журнала ZX Format прозвучало сравнение с играми Laser  Squad и Lords of Chaos, в котором The Last Battle была описана как игра, использующая похожее интерактивное взаимодействие. Относительно отличий критик указал на особенности серого «тумана войны», создающего «атмосферу неуверенности», а также на принципиальное отличие применяемых стратегий от тех, которые характерны для Laser Squad. Обозреватель отметил, что в The Last Battle удачно использованы инструменты упрощения микроконтроля, когда игрок контролирует сотню роботов, и при этом не требуется постоянно каждому из них отдавать приказы. Отдельно были отмечены широкий выбор игровых настроек и высокая роль «фактора случайности» в применении той или иной стратегии. Что касается графики, рецензент описал её как «не очень отделанная», но несмотря на неё, игра «производит незабываемое впечатление».
В обзоре истории развития игровой индустрии на постсоветском пространстве в журнале Adventurer, опубликованном в 2004 году, было сообщено, что The Last Battle это «очень неплохая пошаговая стратегия», у которой много общего с Laser Squad и Nether Earth. Дополнительно было упомянуто, что в The Last Battle впервые на ZX Spectrum был реализован режим «тумана», когда в ещё не исследованном игроком пространстве состояние игрового мира было неизвестно, в том числе перемещения вражеских сил.